# Akabira
Akabira (japanska: 赤平市?, Akabira-shi) är en stad i Hokkaidō prefektur i Japan. Staden fick stadsrättigheter 1954.

## Historia
Akabira var tidigare en stad med många kolgruvor. Vid folkräkningen 1950 hade dåvarande Akabira-chō (samma område som nuvarande Akabira-shi) 50 371 invånare. Kolgruvorna har lagts ned en efter en och i dag är stadens befolkning bara 1/5 av 1950 års siffra.